# رأی‌گیری الکترونیکی

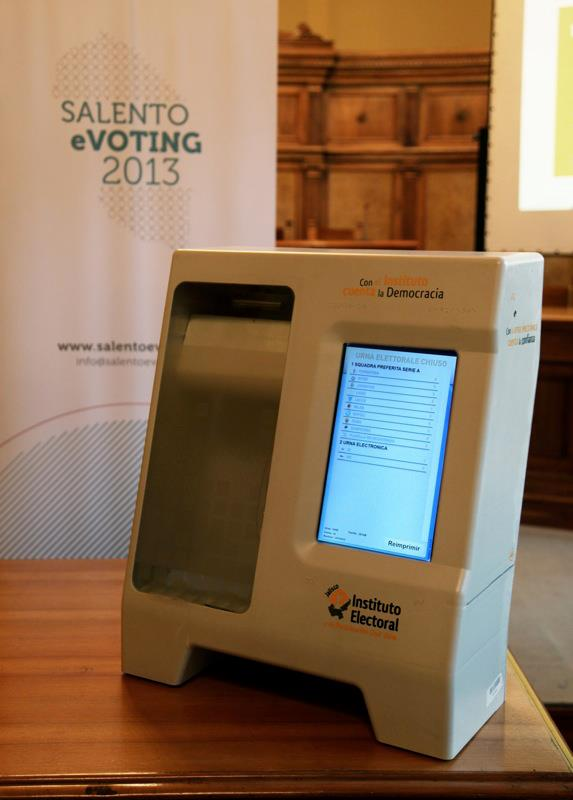
صندوق الکترونیکی رای مکزیک که در انتخابات ایالت جالیسکو ۲۰۱۳ استفاده شد.

رأی‌گیری الکترونیکی (electronic voting یاe-voting) شامل ابزارهای الکترونیکی است که هم برای اخذ رأی وهم شمارش آراء به کار می‌روند.
فناوری‌های رأی‌گیری الکترونیکی می‌تواند شامل موارد ذیل باشد:
- کارت پانچ
- سامانه‌های رأی‌گیری اسکن نوری
- باجه‌های رأی‌گیری ویژه:

- سامانه‌های رأی‌گیری الکترونیکی خوداتکا با قابلیت ذخیرهٔ مستقیم
- سامانه‌های DRE
از دیگر فناوری‌هایی که در رأی‌گیری الکترونیکی به کار گرفته می‌شوند می‌توان به موارد زیر اشاره کرد:
- مخابرهتعرفهٔ اخذ رأی
- رأی از طریق تلفن، شبکه رایانه‌ای خصوصی یا اینترنت

به‌طور کلی، رأی‌گیری الکترونیکی را می‌توان به دو نوع اصلی تقسیم‌بندی کرد:
1. رأی‌گیری الکترونیکی که به صورت فیزیکی توسط نمایندگان دولتی یا مقامات مستقل انتخاباتی نظارت می‌شوند. (به عنوان مثال دستگاه‌های رأی‌گیری الکترونیکی در ایستگاه‌های رأی‌گیری)؛
2. رأی‌گیری الکترونیکی از راه دور که در آن رأی‌گیری تنها با حضور رأی دهنده انجام می‌پذیرد، و به صورت فیزیکی توسط نمایندگان دستگاه‌های دولتی نظارت نمی‌شود (به عنوان مثال رأی دهی شخص از طریق کامپیوتر شخصی، تلفن همراه یا ارتباط تصویری از طریق اینترنت).

فناوری رأی‌گیری الکترونیک می‌تواند شمارش آراء مأخوذه را تسریع بخشد و قابلیت دسترسی رأی دهندگان معلول، به انتخابات را بهینه کند. با این وجود، همچنان بحث و جدل‌هایی بر سر آن وجود دارد که رأی‌گیری الکترونیکی و مخصوصاً روش رأی‌گیری DRE می‌تواند تقلب در انتخابات را تسهیل نماید.